# Bimal Roy
Bimal Roy (Dacca, 12 luglio 1909 – Bombay, 7 gennaio 1966) è stato un regista indiano.
Si tratta di uno dei più famosi registi di Bollywood di tutti i tempi.
Viene ricordato per i suoi film capaci di dare una visione realistica dell'India dei suoi tempi.
Ha vinto per sette volte il premio alla Miglior Regia ai Filmfare Awards: dal 1953 al 1955, dal 1958 al 1960 e nel 1963.

## Filmografia
- Radio Girl (1929) (come B. Roy)
- Bengal Famine (1943)
- Udayer Pathey (1944)
- Hamrahi (1944)
- Anjangarh (1948)
- Mantramugdhu (1949)
- Pehla Aadmi (1950)
- Maa (1952)
- Parineeta (1953)
- Due ettari di terra (Do Bigha Zamin) (1953)
- Naukari (1954)
- Biraj Bahu (1954)
- Baap Beti (1954)
- Devdas (1955)
- Yahudi (1958)
- Madhumati (1958)
- Sujātā (1959)
- Parakh (1960)
- Immortal Stupa (1961)
- Prem Patra (1962)
- Bandini (1963)
- Life and Message of Swami Vivekananda (1964)
- Benazir (1964)
- Gautama the Buddha (1967)